# Wangen, Baden-Württemberg
Wangen är en kommun och ort i Landkreis Göppingen i regionen Stuttgart i Regierungsbezirk Stuttgart i förbundslandet Baden-Württemberg i Tyskland.
Kommunen ingår i kommunalförbundet Göppingen tillsammans med staden Göppingen och kommunerna Schlat och Wäschenbeuren.